# Neuronema kuwayamai
Neuronema kuwayamai är en insektsart som beskrevs av Nakahara 1960. Neuronema kuwayamai ingår i släktet Neuronema och familjen florsländor. Inga underarter finns listade i Catalogue of Life.